# Пронский-Рыбин, Иван Петрович
Иван Петрович Пронский-Рыбин (умер 19 декабря 1683) — князь из рода Рюриковичей, боярин и воевода, российский военный и государственный деятель. Младший сын боярина князя Петра Ивановича Пронского.

## Служба
В сентябре 1624 году князь Иван Пронский в числе поезжан присутствовал на первой свадьбе царя Михаила Фёдоровича с княжной Марией Владимировной Долгорукой. В 1632-1633 годах был рындой (телохранителем) в белом платье во время приёмов голштинского, турецкого и персидского послов. В 1634—1635 и 1641 годах князь Иван Петрович Пронский ездил со столом от царя к шведскому, турецкому и персидскому послам. В 1635 году в чине рынды присутствовал во время обедов у царя польско-литовских и персидских послов. В 1644 году в должности чашника принял участие в приёме датского королевича Вальдемара, ставил питье перед царем. В 1637 году присутствовал при приёме литовских гонцов. В июле 1638 года князь Иван Пронский-Рыбин был отпущен царем в деревню. В 1639 году участвовал при перенесении тел царевичей Ивана и Василия Михайловичей из дворца в Архангельский собор, дневал и ночевал у их гробов.
В 1643 году князь Иван ездил в Тобольск, чтобы навестить своего отца Петра Ивановича Пронского, бывшего там на воеводстве, пробыл там около трех недель, затем уехал обратно вместе с матерью и сестрой.
В 1644-1645 годах князь Иван Петрович Пронский был воеводой в Вязьме, а в 1646 году был назначен воеводой в большом полку в Ливнах.
В январе 1648 года в числе поезжан присутствовал на первой свадьбе молодого царя Алексея Михайловича с Марией Ильиничной Милославской. В 1649-1650 годах — воевода в Белгороде.
17 марта 1652 года Иван Петрович Пронский-Рыбин царским указом был пожалован из стольников прямо в бояре. Тогда же был назначен первым воеводой в Астрахань, его заместителем (товарищем) стал стольник Андрей Львович Плещеев. Князь Иван Пронский бил челом царю на Андрея Плещеева, отказываясь ехать с ним вместе в Астрахань. Царь Алексей Михайлович отправил Плещеева в отставку, а заместителем князя Ивана Петровича Пронского назначил князя В. Б. Волконского. В 1652-1655 годах Иван Петрович Пронский был воеводой в Астрахани.
В 1657 году боярин Иван Петрович Пронский-Рыбин был назначен царем первым воеводой в Полоцке, его заместителем стал князь Даниил Степанович Великогагин. Данила Великогагин бил челом на Ивана Пронского и по царскому указу был выдан князю Пронскому на двор «головою», был посажен в темницу и оттуда возвращен на службу в Полоцк. Во время своего воеводства в Полоцке Иван Пронский-Рыбин сообщал царю, что литовский полковник Лисовский, собрав многих людей, разоряет государевы дворцовые волости, нонастырские и шляхетские имения.
В мае 1658 году царь Алексей Михайлович «пожаловал в комнату» князя Ивана Петровича Пронского, а через неделю назначил его дядькой пятилетнего царевича и наследника престола Алексея Алексеевича. В сентябре 1667 года при объявлении царевича Алексея совершеннолетним боярин Иван Пронский спрашивал о здоровье стольников, стряпчих, дворян московских и всяких чинов людей, когда царь и царевич шли в соборную церковь. В том же 1667 году боярин Иван Пронский, сопровождавший царевича Алексея, присутствовал при приёме и отпуске польского посольства. В январе 1670 года 15-летний царевич Алексей скончался.
В 1671 году Иван Петрович Пронский был назначен царем главой Приказной палаты, присутствовал на второй свадьбе царя Алексея Михайловича с Натальей Кирилловной Нарышкиной. В том же 1671 году был назначен на воеводство в Великий Новгород, где пробыл до 1673 года.
В 1682 году боярин князь Иван Петрович Пронский присутствовал на Земском соборе, который принял решение об уничтожении местничества.

## Семья
Боярин князь Иван Петрович Пронский-Рыбин был женат два раза: на Ксении Васильевне Третьяковой и Анастасии Дмитриевне Пожарской, дочери князя Д. М. Пожарского. От второго брака имел дочь Евдокию (Авдотью) (ум. 3 декабря 1686).
В 1652 году после смерти своего отца, боярина князя Петра Ивановича Пронского, Иван вместе с братом Михаилом получил отцовскую подмосковную вотчину — село Чижово с пустошами. В 1669 году князь Иван Петрович Пронский отдал эту вотчину в приданое за своей дочерью Авдотьей, вдовой стольника Семёна Ивановича Шеина, вышедшей вторично замуж за боярина князя Григория Сунчалеевича Черкасского (ум. 1672).